# Birgit Nilsson
Birgit Nilsson (eredetileg Märta Birgit Nilsson) (Västra Karup, 1918. május 17. – Bjärlöv, 2005. december 25.) svéd opera-énekesnő. Richard Wagner és Richard Strauss drámai szoprán hangfekvésre írt szerepeinek ihletett, erőteljes hangú előadója volt.

## Élete
A dél-svédországi Skåne tartományban született, gazdálkodó szülei egyetlen gyermekeként. A stockholmi Királyi Zeneakadémia elvégzése (1941–1946) után, 1946-ban debütált a stockholmi Operaházban, s 1958-ig a színház társulatához tartozott. Első színpadi szerepe Agathe volt Carl Maria von Weber A bűvős vadász című művében, s pályája első éveiben még hasonló lírai szoprán szerepek jellemezték repertoárját (például Verdi Aida és Puccini Tosca operáinak címszerepében). 1951-ben énekelte el első drámai szoprán szerepét, Elektrát (Mozart: Idomeneo) a Glyndebourne-i Operafesztiválon. 1953-ban debütált a bécsi Állami Operaházban, amelynek színpadán negyedszázadon át rendszeresen fellépett.
Az 1950-es évek első felére tehető kiváló Wagner-énekesnőkénti felfedeztetése is: a bayreuthi Festspielhausban Brabanti Elza (Lohengrin, 1954) és Izolda (Trisztán és Izolda, 1957), a müncheni Bajor Állami Operaházban Brünhilde (A Nibelung gyűrűje, 1954–1955) szerepében lépett föl. Hamarosan Maria Callas mellett ő lehetett a második nem olasz opera-énekesnő, aki a milánói Scala évadnyitó előadásában címszerepet énekelhetett, 1958-ban Puccini Turandot-jában. A fenti színpadokon kívül a firenzei Teatro della Pergolában, a párizsi Opéra comique-ban, a londoni Covent Garden Királyi Operaházában, a New York-i Metropolitanben, a Buenos Aires-i Teatro Colónban is rendszeresen vendégszerepelt.
A fent említetteken kívül emlékezetes szinpadi szerepei voltak még: Donna Anna (Mozart: Don Giovanni), Sieglinde (Wagner: A walkür), Salome (Richard Strauss: Salome), Barak asszonya (Strauss: Az árnyék nélküli asszony).
1982-ben visszavonult a színpadról, idejét énekoktatásnak szentelte. Önéletrajzi könyve 1997-ben jelent meg Solti György előszavával, La Nilsson – Mein Leben für die Oper címen.

## Magyarul megjelent művei
- La Nilsson. Opera az életem; ford. Gáti István; Rózsavölgyi, Bp., 2020